# David Sualehe
David de Senna Fernandes Sualehe (Porto, 23 marzo 1997) è un calciatore portoghese con cittadinanza mozambicana, difensore del Noah.

## Carriera

### Club
Il 3 luglio 2016 firma il primo contratto professionistico con lo Sporting Lisbona B, di durata quinquennale; il 30 agosto 2018 si trasferisce al Vitória Guimarães B, con cui si lega fino al 2021. Il 1º luglio 2019 passa in prestito al Farense, con cui conquista la promozione nella massima serie; il 31 agosto 2020 viene quindi acquistato dal Paços Ferreira.
Dopo non aver ottenuto alcuna presenza, il 31 agosto 2021 viene ceduto a titolo temporaneo all'Académica; il 12 luglio 2022 si trasferisce all'Olimpia Lubiana, con cui firma un biennale. Il 16 aprile 2023 segna la prima rete in carriera, nella partita vinta per 2-0 contro il Maribor, che ha permesso alla sua squadra di vincere il campionato; il 22 maggio seguente prolunga per un'ulteriore stagione con i biancoverdi.
Nella stagione 2023-2024 ha segnato un gol nella fase a gironi della Conference League.

### Nazionale
Ha giocato nelle nazionali giovanili portoghesi Under-18 ed Under-19.

## Statistiche

### Presenze e reti nei club
Statistiche aggiornate al 27 ottobre 2023.
| Stagione                  | Squadra                   | Campionato                | Campionato | Campionato | Coppe nazionali | Coppe nazionali | Coppe nazionali | Coppe continentali | Coppe continentali | Coppe continentali | Altre coppe | Altre coppe | Altre coppe | Totale | Totale |
| Stagione                  | Squadra                   | Comp                      | Pres       | Reti       | Comp            | Pres            | Reti            | Comp               | Pres               | Reti               | Comp        | Pres        | Reti        | Pres   | Reti   |
| ------------------------- | ------------------------- | ------------------------- | ---------- | ---------- | --------------- | --------------- | --------------- | ------------------ | ------------------ | ------------------ | ----------- | ----------- | ----------- | ------ | ------ |
| 2016-2017                 | Sporting Lisbona B        | SL                        | 15         | 0          | -               | -               | -               | -                  | -                  | -                  | -           | -           | -           | 15     | 0      |
| 2017-2018                 | Sporting Lisbona B        | SL                        | 24         | 0          | -               | -               | -               | -                  | -                  | -                  | -           | -           | -           | 24     | 0      |
| Totale Sporting Lisbona B | Totale Sporting Lisbona B | Totale Sporting Lisbona B | 39         | 0          |                 | -               | -               |                    | -                  | -                  |             | -           | -           | 39     | 0      |
| 2018-2019                 | Vitória Guimarães B       | SL                        | 23         | 0          | -               | -               | -               | -                  | -                  | -                  | -           | -           | -           | 23     | 0      |
| 2019-2020                 | Farense                   | SL                        | 14         | 0          | CP+CdL          | 2+1             | 0               | -                  | -                  | -                  | -           | -           | -           | 17     | 0      |
| 2020-2021                 | Paços Ferreira            | PL                        | 0          | 0          | CP+CdL          | 0+0             | 0               | -                  | -                  | -                  | -           | -           | -           | 0      | 0      |
| 2021-2022                 | Académica                 | SL                        | 21         | 0          | CP+CdL          | 0+0             | 0               | -                  | -                  | -                  | -           | -           | -           | 21     | 0      |
| 2022-2023                 | Olimpia Lubiana           | 1.SNL                     | 30         | 1          | CS              | 5               | 0               | UECL               | 2                  | 0                  | -           | -           | -           | 37     | 1      |
| 2023-2024                 | Olimpia Lubiana           | 1.SNL                     | 8          | 0          | CS              | 0               | 0               | UCL+UEL+UECL       | 6+1+2              | 0                  | -           | -           | -           | 17     | 0      |
| Totale Olimpia Lubiana    | Totale Olimpia Lubiana    | Totale Olimpia Lubiana    | 38         | 1          |                 | 5               | 0               |                    | 11                 | 0                  |             | -           | -           | 54     | 1      |
| Totale carriera           | Totale carriera           | Totale carriera           | 135        | 1          |                 | 8               | 0               |                    | 11                 | 0                  |             | -           | -           | 154    | 1      |

## Palmarès

### Club

#### Competizioni nazionali
- Coppa di Slovenia: 1

Olimpia Lubiana: 2022-2023
- Campionato sloveno: 2

Olimpia Lubiana: 2022-2023, 2024-2025